# Liste der Monuments historiques in Wargemoulin-Hurlus
Die Liste der Monuments historiques in Wargemoulin-Hurlus führt die Monuments historiques in der französischen Gemeinde Wargemoulin-Hurlus auf.

## Liste der Objekte
| Bezeichnung                        | Beschreibung                                                                   | Standort                                        | Kennzeichnung | Schutzstatus    | Datum  | Bild |
| ---------------------------------- | ------------------------------------------------------------------------------ | ----------------------------------------------- | ------------- | --------------- | ------ | ---- |
| Skulptur Sitzende Madonna mit Kind | Holz, Anfang des 16. Jahrhunderts; wohl während des Ersten Weltkriegs zerstört | ehemals in Hurlus, in der Kirche St-Remi (Lage) | PM51001508    | Classé gelöscht | ? 1945 |      |